# 托斯卡納群島

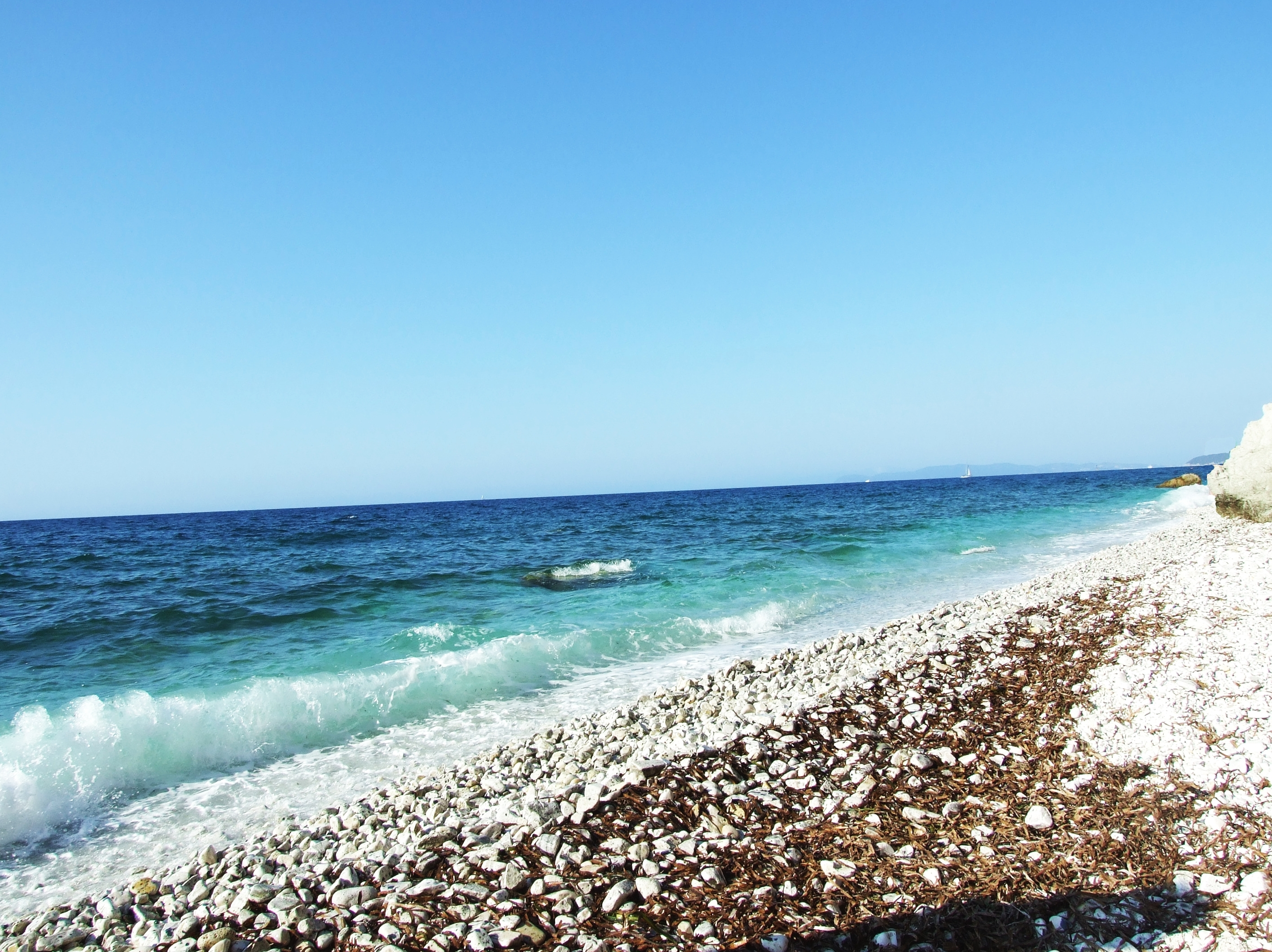

托斯卡納群島（義大利語：Arcipelago toscano）是意大利的群島，位於利古里亞海和提雷尼亞海之間，由7個島嶼組成，行政方面由里窝那省負責管轄，面積295平方公里，最高點海拔高度1,018米，2009年33,800人。

## 外部連結
- Tuscan Archipelago National Park website （页面存档备份，存于）

42°45′N 10°18′E / 42.750°N 10.300°E